# Западная полоса
Западная полоса (кат. Franja de Ponent, араг. Francha Oriental, исп. Franja de Aragón), Фра́нжа-да-Пуне́н — около 60 населенных пунктов в испанском автономном сообществе Арагон, на границе с Каталонией, где разговорным языком является каталанский (диалекты каталанского, включая переходные говоры от арагонского и испанского к каталанскому). Западная полоса не является целостным административным образованием.
Западная полоса включает в себя следующие комарки: Рибагорса (Уэска), Ла-Литера (Уэска), Бахо-Синка (Сарагоса), Матаррания (Теруэль).
В целом в Западной полосе на каталанском говорят 88,8 % взрослого населения — это самый большой показатель среди всех каталонских земель. Однако на сегодняшний день этот язык не имеет официального статуса (каталанский не используют в местном делопроизводстве, в учебных заведениях его изучают только факультативно). С целью нормализации языковой ситуации в Западной полосе был создан законопроект, однако даже в нём каталанский на территории Арагона предлагается называть «арагонским» (хотя на самом деле арагонский язык распространён в другой части Арагона — а именно на севере области). Закон был принят в 2009 году.